# Pistacia mexicana
Pistacia mexicana es una especie de planta de flores del género pistacia, perteneciente a la familia  Anacardiaceae. Se encuentra en Guatemala y México. Está en peligro de extinción por pérdida de hábitat. 

## Taxonomía
Pistacia mexicana fue descrita por Carl Sigismund Kunth y publicado en Nova Genera et Species Plantarum (quarto ed.) 7(30): 22, pl. 608, en 1824.

#### Etimología
Pistacia: nombre genérico que según Umberto Quattrocchi dice que deriva del nombre latíno pistacia para un árbol de pistacho y del griego pistake para la núcula del pistacho. Ambas palabras aparentemente derivan a su vez de un nombre persa o árabe antiguo.
mexicana: epíteto geográfico que alude a su localización en México.

#### Sinonimia
- Pistacia texana Swingle[4]